# Tellervo morgeni
Tellervo morgeni är en fjärilsart som beskrevs av Eduard Honrath 1892. Tellervo morgeni ingår i släktet Tellervo och familjen praktfjärilar. Inga underarter finns listade i Catalogue of Life.